# Ernest Daltroff
Pour l’article homonyme, voir Jean Daltroff.
Ernest Daltroff, né le 17 novembre 1867 à Sainte-Cécile (Saône-et-Loire) et mort le 3 février 1941 à New-York, est un parfumeur et entrepreneur français. Il est le fondateur des parfums Caron.

## Biographie
Ernest Léon René Lucien Daltroff est né le 17 novembre 1867 à Sainte-Cécile (Saône-et-Loire) au sein d'une famille de la bourgeoisie originaire de Russie. Son père, Louis Daltroff, est chef de division, au Chemin de fer départemental, (CFD) de Mâcon à Paray-le-Monial.
Sa mère Ida-Caroline Bing est une femme élégante qui se parfume et dépose parfois une goutte de son parfum derrière l' oreille de son fils.
Dans sa jeunesse Ernest Daltroff voyage, puis travaille dans la confection. En 1900, il visite l'Exposition universelle.
Peu de temps après l'exposition, comme il mémorise les senteurs captieuses des fleurs, fruits et épices et a développé une sensibilité et une mémoire olfactive exceptionnelle, sans formation particulière, il choisit alors de se lancer dans le métier de parfumeur.
En 1903, avec son frère Raoul, il établit un atelier à Asnières-sur-Seine dans l'ancienne parfumerie « Emilia », 12 avenue de la Lauzière. Puis en 1904, à trente sept ans, il installe sa société dans des locaux situés au cœur de Paris, au 10 rue de la Paix . Prévoyant déjà de toucher un marché international,
il adopte en partie le nom de la petite « Mercerie Parfumerie Caron » du 20 rue Rossini à Paris, rachetée à Madame Anne-Marie Caron le 1er août 1903. Il choisit Parfums Caron, un nom court qui se retient facilement et peut se prononcer en plusieurs langues tout en étant associé à la France, plutôt que son nom,  à la consonance étrangère, dans un pays encore troublé par l’affaire Dreyfus.
En 1906, il rencontre Félicie Wanpouille, jeune modiste qui travaille dans cette même rue de la Paix ; elle le présente à sa clientèle et devient sa collaboratrice et sa muse. 
Ernest crée les parfums, Félicie les flacons, ensemble ils lancent de grands parfums féminins tels que Narcisse Noir en 1911, N'aimez Que Moi en 1917. Ils partagent les initiatives quant à la commercialisation des produits, outre leur présentation, une anecdote rapportée dans le magazine Réalités indique  qu’Ernest Daltroff était connu pour accidentellement faire tomber et briser un flacon de ses parfums lors de visites chez les distributeurs potentiels, laissant ainsi un souvenir persistant après son passage.
Après la Première Guerre mondiale, en 1918, Ernest Daltroff est invité à se rendre à l’Exposition internationale de science, arts et industries à New York (Bronx International Exposition of Science, Arts and Industries) avec son concurrent Coty. Il y remporte le prix de l'entreprise la plus dynamique, ce qui lui ouvre le marché américain pour la période de l'entre deux guerres.
De nombreuses créations suivent parmi lesquelles : Tabac Blond,  En Avion, Fleurs De Rocaille ou Nuit de Noël ; dans sa palette innovante, comme François Coty, Daltroff incorporait souvent les bases produites par M. Naef et les Fabriques de Laire, en particulier la Mousse de Saxe.
En 1923 une boutique Caron est ouverte sur la Cinquième Avenue à New York,.
En 1934, Ernest Daltroff qui a toujours été convaincu qu'un homme devait se parfumer lance Pour Un Homme. À l’époque les hommes utilisaient principalement des eaux de cologne. La même année, il fait enregistrer les noms Bellogia et En Avion auprès du Bureau canadien des marques .
En 1939, la montée de l'antisémitisme pousse Ernest Daltroff à s'exiler aux États-Unis. Il arrive début 1940 à bord du paquebot Manhattan et est enregistré à Ellis Island. Félicie prend alors les rênes de la maison jusqu’en 1962 avec le parfumeur formé par Daltroff, Michel Morsetti.
Ernest Daltroff ne reviendra jamais en Europe, et meurt à New York le 3 février 1941. Il repose dans le cimetière de la petite ville de Quogue, Comté de Suffolk (New York).

## Postérité
En 2000, le parfumeur Richard Fraysse crée pour la maison Caron, en hommage à Ernest Daltroff qui avait démarré une formule avant son exil aux Etats-Unis, le parfum Lady Caron dont le flacon est gravé de la statue de la Liberté. « Le défi était d’imaginer ce qu’il aurait souhaité faire cinquante ans plus tard pour les américaines. ».
Ernest Daltroff est décrit par Nathalie Chahine comme le parfumeur le plus subtil de son temps dont le travail se rapprochait le plus de celui des peintres et des musiciens. Son héritage perdure dans le monde du parfum et influence encore les parfumeurs modernes, souligne Michael Edwards. 